# Баблот, Альфредо
Альфредо Баблот (исп. Alfredo Bablot, собственно Альфред Бабло д’Ольбрёз, фр. Alfred Bablot d'Olbreuse; 1827, Бордо — 7 апреля 1892, Такубая, ныне в составе Мехико) — мексиканский журналист, редактор и педагог французского происхождения.
В 1849 г. прибыл в Мексику как секретарь гастролировавшей по Латинской Америке певицы Анны Бишоп — и остался в стране до конца жизни. В 1850 г. основал газету El Daguerrotipo, первоначально представлявшую собой театральное обозрение. Затем стал заниматься журналистикой более широкого профиля, в том числе политической, — в особенности во главе газеты El Federalista (1872—1882), поддерживая президента-либерала Себастьяна Лердо де Техаду, а затем выступая против свергнувшего прежнее правительство генерала Порфирио Диаса. В частности, широкий резонанс имело выступление Баблота в 1877 г. с обвинением Диаса в том, что он заказал убийство (несостоявшееся) своего видного противника, военного министра в правительстве Лердо генерала Эскобедо: Диас дважды через своего представителя обращался в суд, однако так и не смог привлечь Баблота к ответственности. Вместе с тем Баблот продолжал оставаться ведущим мексиканским музыкальным критиком.
В 1882 г. занял должность директора Национальной консерватории Мексики и оставался на этом посту до конца жизни. В 1883 г. провёл реструктуризацию программы преподавания. Основал консерваторский оркестр, собрав для этого преподавателей и выпускников прежних лет.
В 1889 г. возглавлял мексиканскую делегацию на Всемирной выставке в Париже.